# جيمي ريغان
جيمي ريغان (بالإنجليزية: Jimmy Reagan)‏ (7 يوليو 1891 بالولايات المتحدة - 1 أكتوبر 1975) هو ملاكم أمريكي، صنّف ضمن فئة وزن البانتام ‏.

## إحصائيات
خاض خلال مسيرته 69 نزالا، فاز في 24 وتعادل في 14 وخسر في 30. فاز بالضربة القاضية في 4 نزالات.

## روابط خارجية
- جيمي ريغان على موقع بوكس ريك (الإنجليزية) (registration required)